# Apamea auranticolor
Apamea auranticolor là một loài bướm đêm thuộc họ Noctuidae. Nó được tìm thấy ở miền tây Bắc Mỹ, bao gồm California, Wyoming, Colorado và Alberta.
Sải cánh khoảng 36 mm.

## Phụ loài
- Apamea auranticolor auranticolor
- Apamea auranticolor barnesii (Wyoming,...)

Apamea sora was formerly considered to be a subspecies của Apamea auranticolor.